# Vodouš tmavý
Vodouš tmavý (Tringa erythropus) je středně velký až velký druh vodouše, bahňáka z čeledi slukovitých. Mimo svatební šat se podobá vodouši rudonohému, má však delší nohy a delší tenký, na špičce jemně dolů zahnutý zobák. V létě je celý černý s jemným bílým skvrněním. V prostém šatu jsou shora šedí, zespodu bílí a mají výrazný badoční proužek. Mladí ptáci jsou celí jemně proužkovaní. Hnízdí v otevřené arktické tajze i tundře, v České republice se objevuje na jarním a podzimním tahu.
Druhové jméno erythropus znamená červenonohý (z řeckých eruthros = červený, pous = noha).

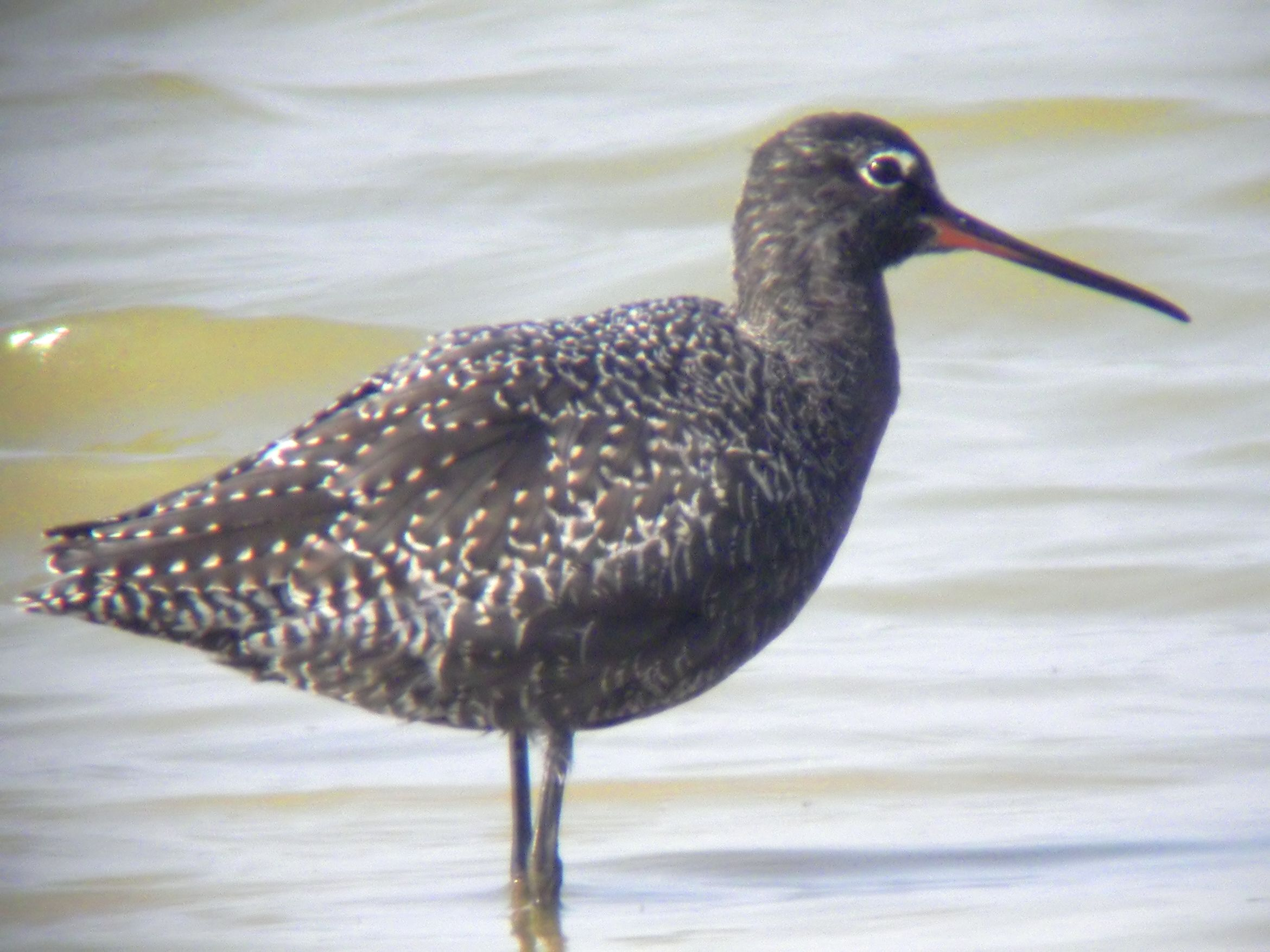
Dospělý pták ve svatebním šatu
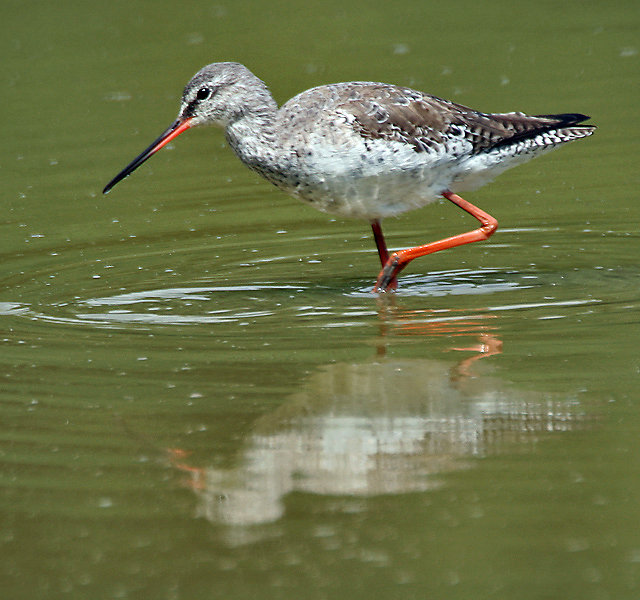
Dospělý pták v prostém šatu